# Monanthotaxis micrantha
Monanthotaxis micrantha (Baker) Verdc. – gatunek rośliny z rodziny flaszowcowatych (Annonaceae Juss.). Występuje endemicznie na Madagaskarze. 

## Morfologia
PokrójZimozielony krzew.
LiścieMają podłużny kształt. Mierzą 3,5–5,5 cm długości oraz 1,5–2 cm szerokości. Nasada liścia jest zaokrąglona. Blaszka liściowa jest o tępym wierzchołku. Ogonek liściowy jest nagi i dorasta do 3 mm długości.
KwiatySą pojedyncze lub zebrane w pary, rozwijają się w kątach pędów. Działki kielicha mają owalnie trójkątny kształt i dorastają do 2 mm długości. Kwiaty mają 8–9 owłosionych owocolistków o jajowatym kształcie i długości 1 mm.
OwocePojedyncze mają jajowaty kształt, zebrane po 7–9 w owoc zbiorowy. Są osadzone na szypułkach. Osiągają 9 mm długości i 6 mm szerokości.

## Biologia i ekologia
Rośnie na wybrzeżu, w lasach, na terenach piaszczystych.